# Andrzej Karweta

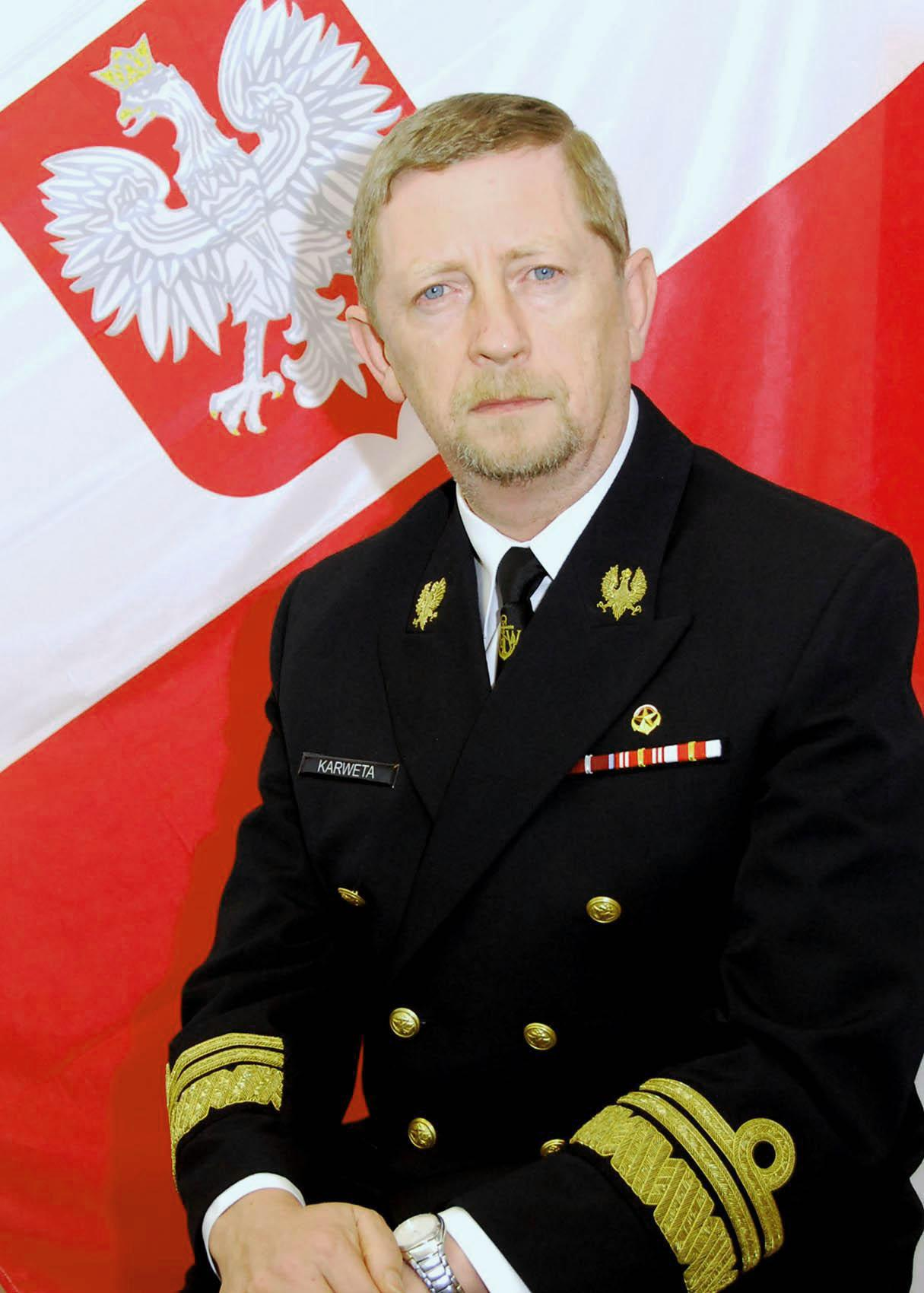
Andrzej Karweta

Andrzej Karweta (Jaworzno, 11 juni 1958 - Smolensk, 10 april 2010), was vice-admiraal van de Poolse marine en de commandant in november 2007. 
In 2002 werd hij plaatsvervangend commandant van de Underwater Warfare Division van de Supreme Allied Commander Atlantic (SACLANT), en was de Poolse vertegenwoordiger op het SACLANT hoofdkwartier. Op 3 mei 2007 werd hij gepromoveerd tot admiraal en kort daarna, op 11 november 2007, werd hij bevorderd tot vice-admiraal.
Karweta kwam om het leven toen een Pools regeringsvliegtuig nabij de luchthaven van het Russische Smolensk neerstortte.